# 바나듐 이온 배터리
영어로 Vanadium Ion Battery (VIB)라고 하는 바나듐이온 배터리는 바나듐 전해액을 사용하는 새로운 이차전지로 한국의 배터리 전문업체 스탠다드에너지가 세계최초로 개발했다. VIB는 바나듐 전해액의 전기화학 반응을 통해 전기를 충전하고 방전한다. 바나듐 레독스 흐름전지(Vanadium Redox Flow Battery, VRFB)와는 전해액을 빼곤 완전히 다른 배터리다. 리튬 이온 전지(Lithium Ion Battery, LIB)랑은 당연히 소재부터 다르고, 구조, 성능, 특성 등 차이가 많다. 화재 위험성이 없고 SOH 열화 없이 20년 이상 사용가능하며, 에너지 효율이 높다는 특징을 갖고 있다. 또 재활용률이 높아 환경 친화적 이라는 평가를 받는다.

## 배터리 특성

### 배터리 성능

#### 97.5% 의 효율
배터리에 전기를 충전하고 방전할 때 전기 손실이 적을수록 효율이 높은 배터리인데, VIB는 전기를 100 넣으면 96을 쓸 수 있다. 손실이 4%다. 위스키 만들 때 일년에 2%씩 날아가는걸 angel’s share라고 하는데, 거의 그 수준에 가깝다.

#### 4C의 고출력
리튬이온전지의 2배 가까이 되는 출력이라고 한다. 리튬이온이 2-3C가 최고 출력이라고 통상 알려져 있으니 바나듐이온 배터리는 4-6C 정도이다. 특히 ESS로 활용할 경우 타 배터리 대비 공조장치가 최소화되어 더욱 효과적이다.

### 배터리 내구성

#### 수명과 용량 안정성(SOH)
VIB는 5만 번 이상 완전 충전과 방전(DOD 100%)을 반복할 수 있으며, 이 정도의 수명의 리튬이온 기준으로 보면 약 25배에 달한다. 50회 충방전을 끝낸 배터리 용량은 최초 대비 99%이다. 배터리의 노화가 거의 없다고나 할까, 마치 뱀파이어처럼 늙지 않는 배터리다. 즉, 이론상 수명은 무한대에 가까우며 보수적으로 보더라도 최소 20년 이상 운용이 가능하다. 리튬이온 전지 중 NCM 계열은 충방전을 반복 시 대략 Cycle 수명이 2,500회 이하이며, LFP는 그 보다 낫지만 Cycle 수명이 5,000회가 넘어가면 초기 SOH의 60% 이하로 떨어진다. 스마트폰 새로사고 1-2년 뒤에 배터리 health(SOH)가 80-90%대로 떨어지는 것을 다들 경험해 봤을 것이다. 스마트폰은 대부분 리튬이온전지이다.

### 배터리의 안전성

#### 열발생 거의 없음
VIB는 충전 및 방전할 때 열이 거의 안 나서 따로 열을 식히지 않아도 된다. 리튬이온 배터리가 들어간 노트북이나 핸드폰을 충전하거나 사용할때, 기기가 뜨끈뜨끈해지는 현상이 바나듐이온 배터리에서는 발생하지 않는다. 그렇다고 바나듐 이온 배터리가 노트북이나 핸드폰에 쓰이지는 않을 것이다. 개발 목적이 ESS용 대용량 고정형 배터리이다. 대용량 배터리라서 크고 무거운데, 이걸 노트북이나 핸드폰에 넣으려고 모바일 기기를 지금보다 크게 만들지는 않을 것이기 때문에.

#### 화재 가능성 0%
VIB는 전해액으로 물을 사용해서 불이 안 붙는다. H2O 그 물 맞다. 안전하다는 점이 배터리를 대량으로 연결해서 만드는 ESS(에너지 저장 장치)에 더욱 적합하다고 한다. 불이 안나니까 대도시 건물 내부에 설치해도 되고, 최근 언론 보도에 따르면 전기차 초고속 충전을 위해 충전소에 설치될 예정이라고 한다.
2차전지는 외부 충격으로부터 안전성 여부를 검증하기 위해 드릴 관통시험이라는 것을 하는데, 최근 외부인을 초청해 드릴로 배터리를 뚫어도 폭발하지 않는 안정성을 입증하고 이를 언론에 공개했다.

#### 자유로운 설치 방식
VIB는 발열이나 화재 위험이 없어서 배터리를 상하좌우 원하는 방향으로 연결할 수 있다. VIB를 ESS용 시스템 단위로 구성하는 경우에도, 리튬이온처럼 배터리 열을 식히기 위한 선풍기나 에어컨을 설치할 별도의 공간을 따로 만들 필요가 없다. 최근에 나온 제품은 타일형으로 자유자재로 설치가 가능하다.

## 생산

### 버티컬 구조
스탠다드에너지는 한 언론사와의 인터뷰에서 배터리 생산에 있어 소재부터 완제품까지 모두 자체적으로 생산한다고 밝혔다. 이는 리튬이온배터리 생산 과정과 비교했을 때 상당한 차이점 이라고 할 수 있다. 리튬이온의 경우 음극과 양극제는 자체 생산을 하지 않는 경우가 대부분이다.

### 소재

#### 바나듐 원자재
VIB 주 재료인 바나듐은 철강산업에서 사용되는 원재료인데, 바나듐 수급은 안정적이고, 바나듐 가격도 큰 변동이 없다.

## 종류

#### VIB ESS
- 스탠다드에너지가 소재부터 시스템까지 직접 개발하고 생산한 세계 최초의 ESS로, 타 ESS 대비 고출력으로 장시간 안정적으로 운용 가능하며, 내부설비 최소화로 공간효율성과 에너지밀도를 증대시킨 초혁신적인 ESS이다.

#### 에너지타일
- 2024년에 개발된 신제품으로 타일형태로 제작되어 실내 어디에서나 자유자재로 설치가 가능하다.[17] 2025 CES 혁신상을 수상하였다.[18]

## 현황
바나듐 이온 배터리는 2023년 단체표준이 제정되었고 2024년 인증을 취득하였다. 한국내 다수의 고객사들이 사용하고 있으며, 바나듐 이온 배터리를 제조하는 스탠다드에너지는 생산시설 확장 및 해외시장 진출을 구상하고 있다.

## 용도

#### AI 데이터센터
- AI 데이터센터의 증가로 전력 수요가 폭발적으로 증가하고 전력 사용의 변동성도 커지게 된다. 한편 데이터 센터는 한번의 화재로도 천문학적인 손실이 발생하므로 절대적인 안전성이 요구된다. VIB ESS는 급격한 전력수요의 변동성과 화재가능성이 0%여서 데이터센터에 필수요소이다.[20]

#### 전기차 충전소
- 주유소 수준의 전기차 충전을 위해서는 15분 이내에 충전 가능한 초급속 충전기가 필요하다. 이 경우 전기차 1대의 초급속 충전을 위해 일시적으로 수백 가구가 쓰는 전력을 사용하게 되고, 이는 그리드망을 불안정하게 한다. VIB ESS는 초급속으로 충방전이 가능하면서, 도심에 설치해도 안전하므로 전기차 충전소에 제격이다.[21]
- 서울 압구정 롯데하이마트에 (압구정점) 전기차 충전기 보조 전력원으로 활용해 무료로 충전서비스를 제공하고 있다. 누구나 자유롭게 신청해서 사전 예약을 통해 자신의 전기차를 충전할 수 있다. VIB는 새로운 기술이어서 ESS 관련 인허가 기준이 없는데, 이런 경우 산자부의 규제특례를 받아 신기술에 대한 실증을 할 수 있다. 2021년 11월에 이 특례 심사를 통과했다고 산자부가 발표했다.[22]

- LS계열의 E1이 전국 LPG충전소에 초급속 전기차 충전기를 설치하고, 스탠다드에너지의 바나듐 이온 배터리 기반 ESS와 연계하여 미래차 충전 인프라를 조성할 것이라고 발표했다.[23] 2022년 5월 18일 양사가 업무협약(MOU)을 체결했다.[24] 점차 전기택시 숫자가 급증하면서 전기 택시가 충전을 할 공간에 대한 수요가 늘어나고 있어, E1이 자체 보유 LPG 충전소에 스탠다드에너지의 VIB ESS를 연계한 전기차 급속 충전시설을 설치하겠다는 계획으로 보인다.

#### 가정 및 소규모 점포(사업장)
- 과거와 달리 가정에서 다양한 가전제품을 사용하여 전기 사용량이 2000년 초 대비 30% 이상 증가하였다. 그로 인해 전기요금에 대한 부담이 커지고 있으며, 노후 주택 및 아파트의 경우 용량 포화 등 문제점이 발생하고 있다. 또한 무인 점포 등 전기를 많이 사용하는 곳에서는 일정 이상 사용 시 누진제에 의해 전기요금이 기하급수적으로 상승한다.
- 일본, 호주, 미국 등 해외에서는 이미 가정 및 소규모용 ESS가 많이 상용화되어 있다. 문제는 이러한 가정, 소규모 ESS는 배터리 열폭주에 의한 화재 발생 시 이를 예방하거나 소화 할 수 있는 안전장치가 전무하거나 거의 없다는 것이다. 실제로 가정용 ESS가 많이 설치 된 호주 및 일본에서는 연간 최소 10건 이상의 가정용 ESS 화재가 발생하고 있으며, 이로 인해 재산 및 인명 피해가 발생하고 있다.
- 하여, 배터리 열폭주가 발생하지 않으며 화재로부터 절대 안전한 VIB ESS를 사용하면 전기요금을 절감하면서 안전하게 전력을 공급받을 수 있을 것으로 기대된다.
- 한편 스탠다드에너지는 다수의 건설사와 VIB ESS를 이용한 태양광 연계형 제로에너지빌딩을 구축 중에 있다.[25]

#### 재생에너지
- 태양광, 풍력 발전 등 재생에너지 발전은 불안정성이 높고, 수요와 공급의 불일치가 발생한다. ESS를 이용하면 이러한 불안정성을 해소할 수 있다.  한편 도심지에 ESS를 활용하기 위해서는 안전성이 중요한데, 오직 화재가 나지 않는 VIB ESS만이 도심지 등 인구밀집지역에 설치된 재생에너지를 보조할 수 있다.

#### 선박
- 선박 화재 발생 시 인명피해는 물론이고 대규모 재산피해 및 해양 생태계에 심각한 악영향을 미칠 수 있다. 리튬이온배터리는 화재의 위험성 때문에 선박에 사용하기 부적합하다. 선박에 화재에 안전한 VIB를 활용하면 안전한 선박을 만들 수 있다.
- 2022년 1월 한국조선해양은 바나듐이온 배터리 기반으로 차세대 선박용 ESS 솔루션을 개발하기로 했다. 바나듐이온 배터리 개발사인 스탠다드에너지와 선박용 고안전성 ESS 개발 및 상용화, 소형 선박 해상 실증, 선급 인증 및 규정 완화, 전기추진선, 전력운송선 등 차세대 선박 개발에 상호 협력한다는 것이다.[26] 롯데케미칼의 사내벤처인 라이콘(LICORN: LOTTE CHEMICAL INVENTIVE UNICORN)은 '가능성호'라는 보트를 제작하였는데, 이 보트 안에 스탠다드에너지가 제작한 ESS가 실제 탑재됐다.[27] 이 보트는 서울 잠실 롯데타워 앞 아레나 광장에 전시된 바 있다.

## 향후 전망
바나듐 이온 배터리는 고성능 장수명에 리튬인산철 배터리(LFP) 대비 25%가 저렴하기 때문에 스탠다드에너지는 바나듐 이온 배터리가 ESS시장의 대표 배터리가 될 것으로 전망하고 있으며, 바나듐 이온 배터리를 통해 전력시장의 새로운 기준을 세우고 에너지 평등을 실현할 계획이다.